# Typhlops pammeces
Typhlops pammeces este o specie de șerpi din genul Typhlops, familia Typhlopidae, descrisă de Günther 1864. A fost clasificată de IUCN ca specie cu risc scăzut. Conform Catalogue of Life specia Typhlops pammeces nu are subspecii cunoscute.